# Zapalnik UZRGM
Zapalnik UZRGM (Uniwersalny Zapalnik Ręcznych Granatów – Modernizowany) – mechaniczny zapalnik do granatów ręcznych, ze zwłoką. Zwłoka uzyskiwana jest przez spalanie ścieżki pirotechnicznej pobudzonej przez mechanizm uderzeniowy. Ścieżka inicjuje spłonkę, która powoduje detonację ładunku zasadniczego. Zapalnik ma wersję bojową UZRGM oraz ćwiczebną UZRGM-ĆW. Przeznaczony jest do uzbrajania granatów typu F-1, RG-42, RGO-88 i RGZ-89.
Zapalnik ma masę 0,045 kg, długość 104 mm, wykorzystuje gwint Sp 15,45 × 13 zw/” o długości 9,6 mm; opóźnienie ścieżki pirotechnicznej wynosi między 3,2 a 4,0 s.